# Pedro (diplomático)
Pedro (en Eslavo eclesiástico, Петръ, en búlgaro: Петър; fl. años 860-años 870) fue un noble búlgaro y pariente del kniaz Boris I que estuvo a cargo de las misiones diplomáticas durante la cristianización de Bulgaria. Se desconoce su posición en la jerarquía administrativa búlgara, pero se ha sugerido que tenía el título de kavján, es decir, la segunda persona en el estado después del monarca.

## Antecedentes históricos

Mapa de Bulgaria en la década de 860.

Cuando Boris I asumió el trono de Bulgaria en 852, el país todavía era pagano, y la élite búlgara gobernante era tengrista, mientras que la población eslava practicaba su propia religión. El cristianismo ya estaba muy extendido en Bulgaria, ya que el país se estableció en antiguos territorios del Imperio bizantino y parece haber sido influyente. Incluso uno de los hijos de kan Omurtag (reino de 814 a 831), Enravota, se convirtió al cristianismo. La nobleza búlgara se oponía firmemente a cualquier forma de influencia bizantina en el país y, por lo tanto, era hostil al cristianismo, ya que estaba directamente asociado con el Imperio bizantino. Boris I, sin embargo, tenía muchas razones para considerar la conversión: Bulgaria estaba situada entre dos poderosos imperios cristianos, Bizancio y Francia Oriental; La doctrina cristiana favoreció particularmente la posición del monarca como representante de Dios en la Tierra; y finalmente, Boris también vio el cristianismo como una forma de superar las diferencias entre búlgaros y eslavos. La situación geopolítica a mediados del siglo IX también fue favorable debido a la creciente fricción y rivalidad entre el Papado en Roma y el Patriarcado Ecuménico de Constantinopla por influencia en Europa Central. Esa lucha entre las dos iglesias le daría al gobernante búlgaro la oportunidad de maniobrar y negociar con ambas, obteniendo así concesiones favorables y manteniendo al país fuera de la influencia extranjera directa. Cuando los bizantinos invadieron Bulgaria en el otoño de 863 y exigieron la conversión al cristianismo desde Constantinopla como la única condición para retirarse, Boris I aceptó de inmediato y fue bautizado a principios de 864, asumiendo el nombre cristiano de Miguel en honor a su padrino espiritual, el emperador bizantino Miguel III. Ese paso fue muy impopular entre la nobleza, pero cuando se rebelaron, Boris los trató con decisión y ejecutó a 52 magnates junto con sus familias enteras. Cuando al año siguiente los bizantinos demostraron con firmeza su determinación de no permitir la existencia de una Iglesia búlgara autocéfala, Boris I decidió recurrir al papado.

## Misiones a Roma
Según las fuentes históricas, hubo tres misiones búlgaras al papa con la participación de Pedro, la primera fue en el verano de 866. El interés de Boris I en la Iglesia católica fue causada por la renuencia del Patriarcado Ecuménico de Constantinopla a aceptar su solicitud de nombrar un patriarca independiente (o al menos un arzobispo) para la diócesis búlgara con el fin de mantenerla subordinada a Constantinopla. Boris I estaba decidido a hacer cristiana a Bulgaria manteniendo la independencia religiosa y política del país. Desde finales de la década de 850, las iglesias de Roma y Constantinopla se encontraban en un período de competencia acalorada por la influencia sobre los eslavos y el poder de la Iglesia Ecuménica. Esta rivalidad favoreció los planes de Boris, ya que le dio la oportunidad de jugar un lado contra el otro y elegir. La nueva orientación de la política búlgara también permitió a Boris I calmar a la nobleza de los boyardos, que se mostraba cautelosa y hostil al aumento de la influencia bizantina en el país después de la cristianización.

### Primera misión
La primera delegación búlgara llegó ante el papa Nicolás I el 29 de agosto de 866, el mismo año en el que Boris sofocó la rebelión de los boyardos contra la cristianización. Entre los obsequios entregados al papa por la delegación estaba el arma de Boris «con la que estaba armado cuando en nombre de Cristo celebraba sobre sus enemigos». Los búlgaros también llevaron un documento con preguntas de su gobernante al papa. El contenido de las preguntas se reproduce en el párrafo 106 de las «Respuestas del papa Nicolás a las preguntas de los búlgaros». La llegada de los enviados búlgaros a Roma fue un acontecimiento muy importante. El papa difundió con entusiasmo la noticia en una carta a Hincmaro de Reims y los demás arzobispos de Francia Occidental.

... Cuando estábamos avergonzados de todas partes por esos problemas y nos turbaban grandes obstáculos, allí, de repente, nos informaron que habían llegado los enviados del príncipe búlgaro ya mencionado. Por tanto, quién es, quién puede decir con qué gozo y qué infinito gozo nos llenó, cuando entendimos por su bautismo salvador debido a la generosidad de la bondad de Dios y cuando comprendimos que han buscado explicación de las enseñanzas de Cristo del venerable apóstol Pedro, es decir, de su Santa Sede: ellos, aunque estaban lejos, permanecieron cerca por la fe pero también porque vimos que se revelaba un camino fácil por tierra a través de sus tierras para nuestros enviados a la tierra de los griegos.

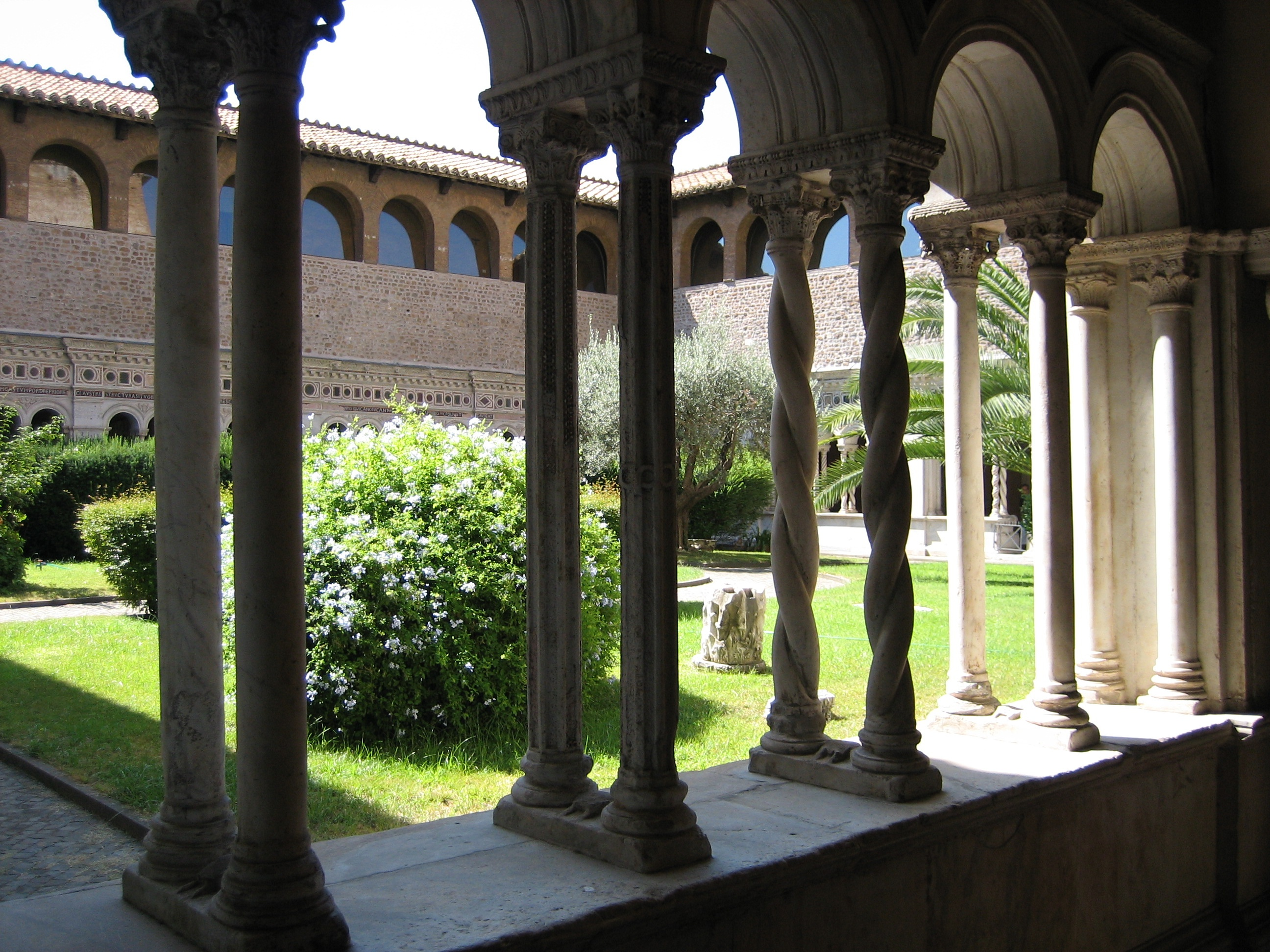
El claustro del Palacio de Letrán.

Esa misión búlgara fue mencionada trece años después (junio de 879) en una carta a Boris I, con la que el papa Juan VIII trató de evitar que Bulgaria regresara al Patriarcado de Constantinopla. Esa carta prueba la participación de Pedro en la misión del 866:

A nuestro favorito y espiritual hijo Miguel, el glorioso Príncipe de los Búlgaros. ... usted envió durante la época de nuestro predecesor, el venerable papa Nicolás, sus enviados, a saber, Pedro, su pariente, Juan y Martín, a la Catedral del venerable apóstol Pedro, que es líder y maestro de todas las Iglesias de Dios ... le aconsejamos a Su Alteza que regrese humilde y voluntariamente a la Santa Iglesia romana, su madre, para que, ayudado por las oraciones de los santos apóstoles, pueda conquistar fácilmente a sus enemigos visibles e invisibles.

Los enviados búlgaros recibieron las respuestas del papa Nicolás I en una ceremonia en el palacio de Letrán el 13 de noviembre de 866. Poco después, Pedro y los demás enviados regresaron a su país junto con los emisarios papales Formoso de Portus y Pablo de Populona. Ambos obispos ejercieron actividades educativas en Bulgaria. Junto a Pedro partieron otros enviados papales, el obispo de Ostia Donato, el presbítero León y el diácono del episcopado apostólico Marino, quienes debían continuar hacia Constantinopla y allí aclarar la política de Roma a los búlgaros.

### Segunda misión

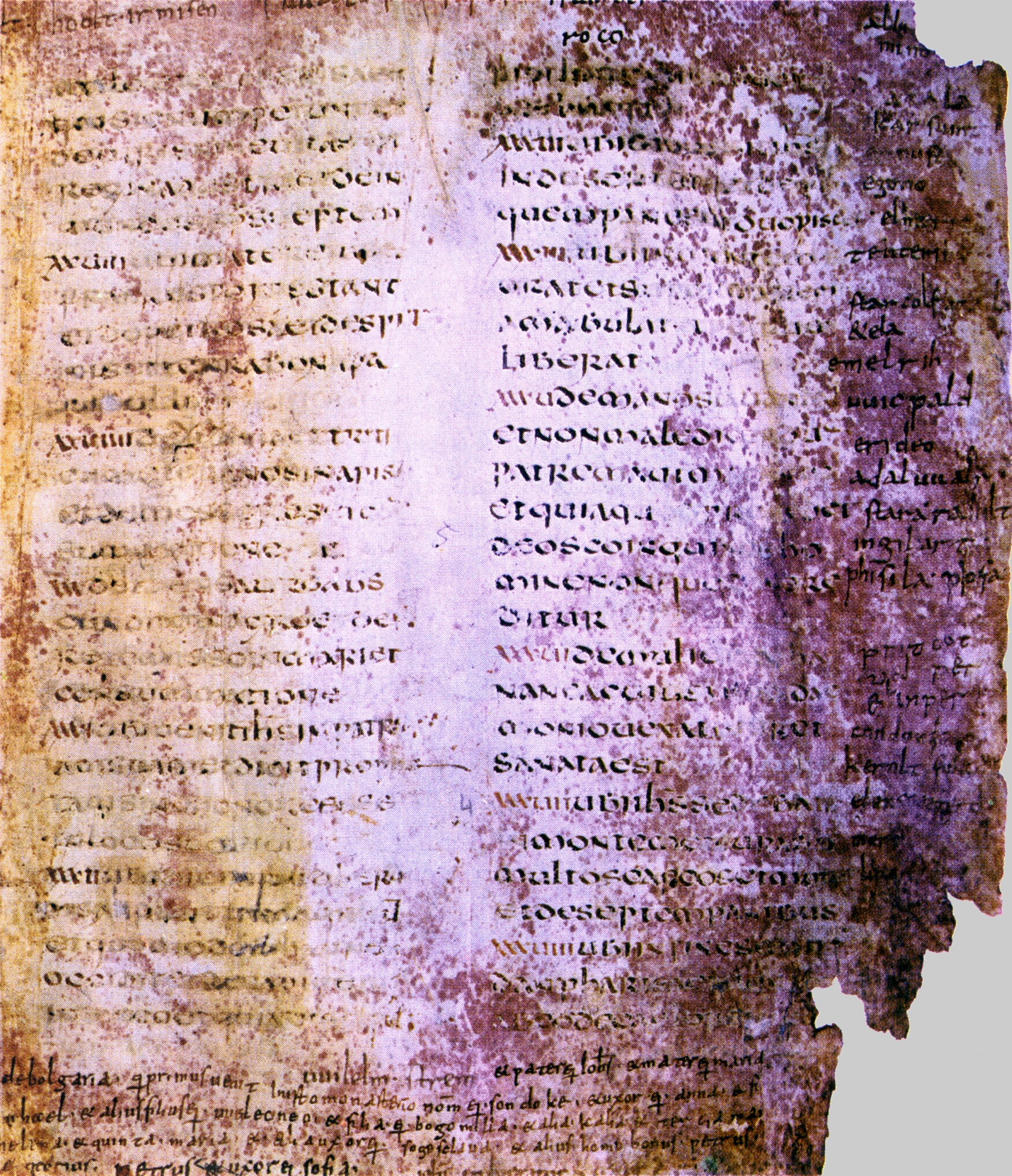
Una página del evangelio Cividale.

Las habilidades y los esfuerzos de Formoso de Portus impresionaron a Boris I. No más tarde de un año después de su primera misión en Roma, Pedro fue puesto a cargo de una segunda para organizar la ordenación de Formoso como arzobispo de Bulgaria. La delegación búlgara llegó a Roma en la segunda mitad de 867. Nicolás I rechazó la propuesta relativa a Formoso y aceptó solo la otra solicitud de Boris I: enviar más presbíteros a Bulgaria. La curia romana preparó un grupo de clérigos encabezados por Domingo de Trivena y Gromualdo de Polymartis. La inesperada muerte de Nicolás I el 13 de noviembre de 867 pospuso la respuesta papal y la salida del grupo. Pedro y los demás diplomáticos búlgaros participaron en el entierro del papa fallecido y esperaron en Roma hasta la elección de un nuevo pontífice. El nuevo papa Adriano II confirmó las decisiones de su predecesor. A mediados de diciembre, la delegación regresó a la capital búlgara, Pliska, por tierra, con cartas al príncipe búlgaro escritas por Nicolás I. De camino a Bulgaria, la delegación se alojó en el monasterio de la ciudad de Aquilea, un hecho señalado en el evangelio Cividale en el que un monje desconocido anotó los nombres de los enviados búlgaros y los miembros de sus familias:

... De Bulgaria, que llegó primero a ese monasterio, su nombre es Sondoka y su esposa Ana, y su padre Juan, y su madre María, y su hijo Miguel, y su otro hijo Velegnev, y su hija Bogomila, y el otro Kalya, y el tercero Marta, y el cuarto Elena, y el quinto María, y su otra esposa Sobeslava. Y el otro noble Pedro... y Jorge. Peter y su esposa Sofía.

La delegación llegó a Pliska a principios de 868. Boris I se enteró de que el papa le había ofrecido elegir al arzobispo de la Iglesia búlgara entre los presbíteros que había enviado. Por orden de Adriano II, Formoso de Portus y Pablo de Populona regresaron a Roma ya en febrero del mismo año, acompañados por Pedro. Boris I, decepcionado con las respuestas del papa, decidió poner fin a las negociaciones con Roma.

### Tercera misión
La fuente histórica de las posiciones del gobernante búlgaro es la biografía del papa Adriano II, escrita por el bibliotecario del Vaticano Anastasio:

... Ese enviado [Pedro] trajo junto con los obsequios reales una carta del príncipe [Boris I], quien pidió al gran primate que le enviara al conocido Marino, después de ordenarlo como arzobispo, o que enviara a uno de los cardenales de su Iglesia - el hombre más digno para ser elegido por los búlgaros para un arzobispo debido a su sabiduría, carácter y vida, y después de ser aprobado por ellos y regresa al papa, para recibir el título de arzobispo.

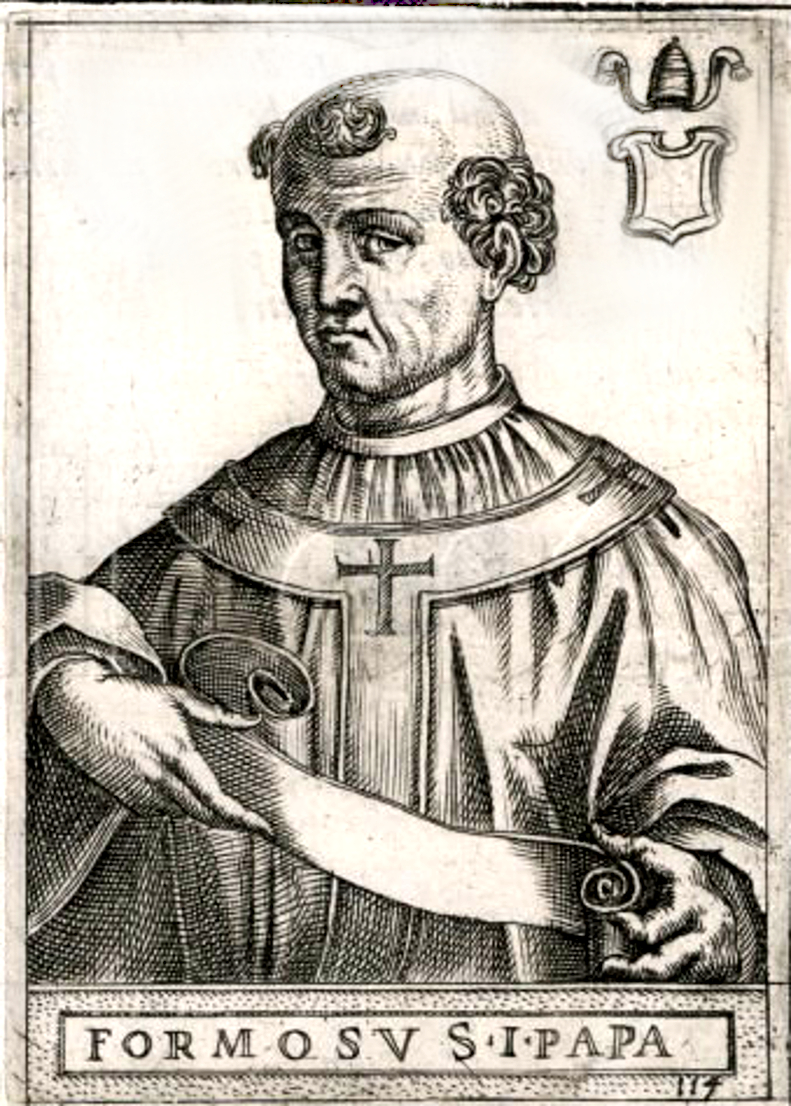
Formoso de Portus.

Es cierto que la idea de la ordenación de Marino le fue sugerida a Boris I por Formoso de Portus. Formoso y Marino eran amigos y socios cercanos. Marino fue un diplomático influyente que participó en muchas misiones entre Roma y Constantinopla. Sin embargo, Adriano II no lo aprobó y sugirió para el cargo a uno de sus hombres de confianza: el subdiácono Silvestre. Con su decisión, el papa subestimó las ambiciones de Boris I de una política eclesiástica independiente, que llevó a la alienación del gobernante búlgaro de Roma e indirectamente ayudó al Patriarcado de Constantinopla en sus esfuerzos por influir en los acontecimientos de Bulgaria.
Cuando a principios de 868 Pedro y Formoso llegaron a Roma, los hermanos Cirilo y Metodio y sus discípulos estaban allí por invitación del papa. Formoso y el obispo Gauderig de Veletria ordenaron a muchos de los discípulos de los hermanos para sacerdotes, diáconos y subdiáconos. Se ha sugerido que Pedro fue uno de los primeros búlgaros de alto rango que conocieron las ideas de Cirilo y Metodio y llevaron la noticia a Bulgaria.
La negativa de Adriano II a ordenar un candidato aprobado por Boris agotó la paciencia del príncipe búlgaro. Después de una estancia de tres meses en Bulgaria, Silvestre regresó a Roma con una carta al papa en la que por última vez Boris I insistió en que Formoso o Marino fueran ordenados, pero el papa rechazó la propuesta una vez más. Durante ese tiempo, el gobernante búlgaro ya había iniciado negociaciones con el patriarca de Constantinopla Ignacio, que estaba tratando de mejorar las relaciones con Roma, que se habían tensado después de los anatemas mutuos hechos en 863 por su predecesor Focio y papa Nicolás I. Sin embargo, al igual que Focio, Ignacio no quería permitir el establecimiento permanente de la Iglesia romana en Bulgaria. Para resolver las diferencias entre las dos Iglesias, se planeó la celebración del Octavo Concilio Ecuménico en Constantinopla en 869. Después de una larga estancia en Roma (868-869), Pedro regresó a Bulgaria y fue inmediatamente enviado a participar en el consejo.

## Misiones a Constantinopla
El Octavo Concilio Ecuménico fue inaugurado el 5 de octubre de 869. Además de los representantes de Roma y Constantinopla, al evento asistieron enviados de los Patriarcas orientales de Jerusalén, Alejandría y Antioquía. Los legados papales desconocían las negociaciones secretas entre Bulgaria y Bizancio y no esperaban discutir el estado de la Iglesia búlgara en el concilio. Como resultado, también se sorprendieron mucho al ver a los enviados búlgaros de alto rango asistiendo al cierre oficial del Consejo el 28 de febrero de 870: el Izurgu-bulia Stazis, el kan-bagatur Sondoke, el tarján Iliya, el sampsis Persiyan y el sampsis Alejo Hunol.
El 4 de marzo de 870, tres días después de la sesión final del Concilio, el emperador Basilio I invitó a los participantes al Palacio Imperial: el patriarca Ignacio, los legados papales Donato de Ostia, Esteban de Nep y el diácono Marino, así como los representantes de los patriarcas orientales, el archidiácono José (de Alejandría), el obispo Tomás de Tiro (de Antioquía) y el presbítero Elías (de Jerusalén), diciéndoles que Pedro estaba trayendo regalos del príncipe búlgaro. Después del intercambio de saludos, Pedro, que había recibido instrucciones de antemano, planteó la cuestión de la jurisdicción sobre la Iglesia búlgara y se dirigió a los hombres reunidos:

Hasta ahora éramos paganos y no hace mucho entramos en la bendición del cristianismo; por eso, para no equivocarnos, queremos saber de ustedes, que representan a los patriarcas supremos, a cual Iglesia debemos obedecer...

Los legados romanos respondieron:

A la Santa Iglesia romana, a la cual a través de ti, Pedro, tu señor llegó al venerable príncipe del apóstol Pedro junto con todo el reino de su pueblo...

Para tomar una decisión, los enviados de los patriarcas Orientales hicieron al delegado búlgaro la siguiente pregunta: «¿Cuándo tomaste [tu] Patria, dinos bajo qué autoridad solía estar y si había sacerdotes latinos o griegos?» Ellos dieron la respuesta preparada: «Tomamos [nuestra] Patria con armas del gobierno de los griegos y allí no encontramos sacerdotes latinos sino griegos». En cumplimiento de la respuesta de los enviados búlgaros, los Patriarcados Orientales pronunciaron su decisión: «Si ha encontrado sacerdotes griegos, está claro que esta tierra estaba bajo el dominio de Constantinopla ... Por lo tanto, adjudicamos, porque la patria búlgara, como llegamos a saber, estaba anteriormente bajo el gobernante griego y tenía sacerdotes griegos, para ser ahora regresó nuevamente a través del cristianismo a la Santa Iglesia de Constantinopla, de la cual fue separada por el paganismo». Las protestas de los legados romanos fueron inútiles. Falsificaron una carta en la que el papa supuestamente advirtió al patriarca de Constantinopla que no interfiriera en los asuntos búlgaros, pero Ignacio la ignoró. Después del Concilio (en el mismo año) los sacerdotes latinos tuvieron que dejar Bulgaria y fueron sustituidos por misioneros bizantinos.